# كونستانتين رادو (لاعب كرة قدم)
كونستانتين رادو هو لاعب كرة قدم ومدرب كرة قدم روماني، ولد في 5 يناير 1945 في بيتيشت في رومانيا، وتوفي في 1 مايو 2020. شارك مع منتخب رومانيا لكرة القدم. أما مع النوادي، فقد لعب مع ARO Muscelul Câmpulung ‏.